# Diogo Homem

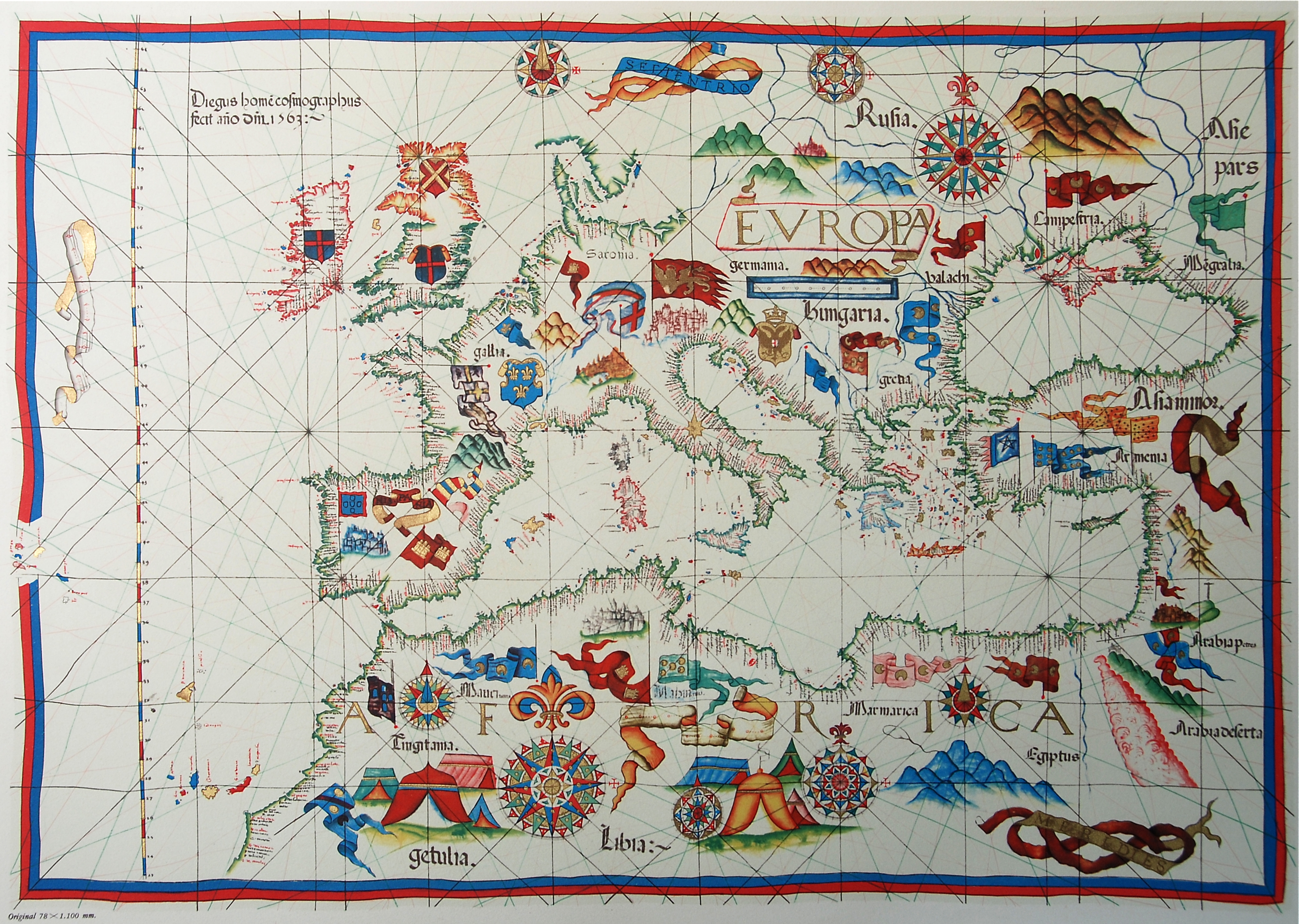
Portolaan van de Middellandse Zee, 1563 (Biblioteca Nazionale, Florence)

Diogo Homem (1521–1576) was een Portugees cartograaf, net als zijn vader Lopo Homem.
Zijn werk is van een uitzonderlijke grafische kwaliteit en schoonheid.
Wegens medeplichtigheid aan moord zag hij zich gedwongen te vertrekken uit Portugal. Hij vestigde zich eerst in Engeland en dan in Venetië. Daar produceerde hij verschillende handgetekende atlassen en kaarten.
- Biblioteca Nacional de España: XX1253229
- Bibliothèque nationale de France: cb124762388 (data)
- Stuttgart Database of Scientific Illustrators 1450–1950: 8940
- Gemeinsame Normdatei: 124209378
- International Standard Name Identifier: 0000 0000 6636 4756
- Library of Congress Control Number: n94036541
- Nationale Bibliotheek van Israël: 987007432248905171
- Nederlandse Thesaurus van Auteursnamen: 070560145
- Système universitaire de documentation: 033958327
- Union List of Artist Names: 500329754
- Virtual International Authority File: 33685942
- WorldCat: E39PBJrm49wXxCQPQtcmQtfjG3